# جوش كوروما
جوش كوروما (بالإنجليزية: Josh Koroma) هو لاعب كرة قدم بريطاني في مركز الهجوم، ولد في 8 نوفمبر 1998 في ساوثوورك في المملكة المتحدة. لعب مع نادي ليتون أورينت وهدرسفيلد تاون.

## وصلات خارجية
- جوش كوروما على موقع قاعدة بيانات كرة القدم.إي يو (الإنجليزية)
- جوش كوروما على موقع ناشيونال فوتبول تيمز (الإنجليزية)
- جوش كوروما على موقع Soccerbase.com (لاعب) (الإنجليزية)
- جوش كوروما على موقع Soccerway.com (الإنجليزية)